# NGC 2899
NGC 2899 ist ein planetarischer Nebel im Sternbild Segel des Schiffs und hat eine Winkelausdehnung von 2,0' × 1,0' und eine scheinbare Helligkeit von 11,8 mag. Er wurde am 27. Februar 1835 von dem britischen Astronomen John Herschel entdeckt.

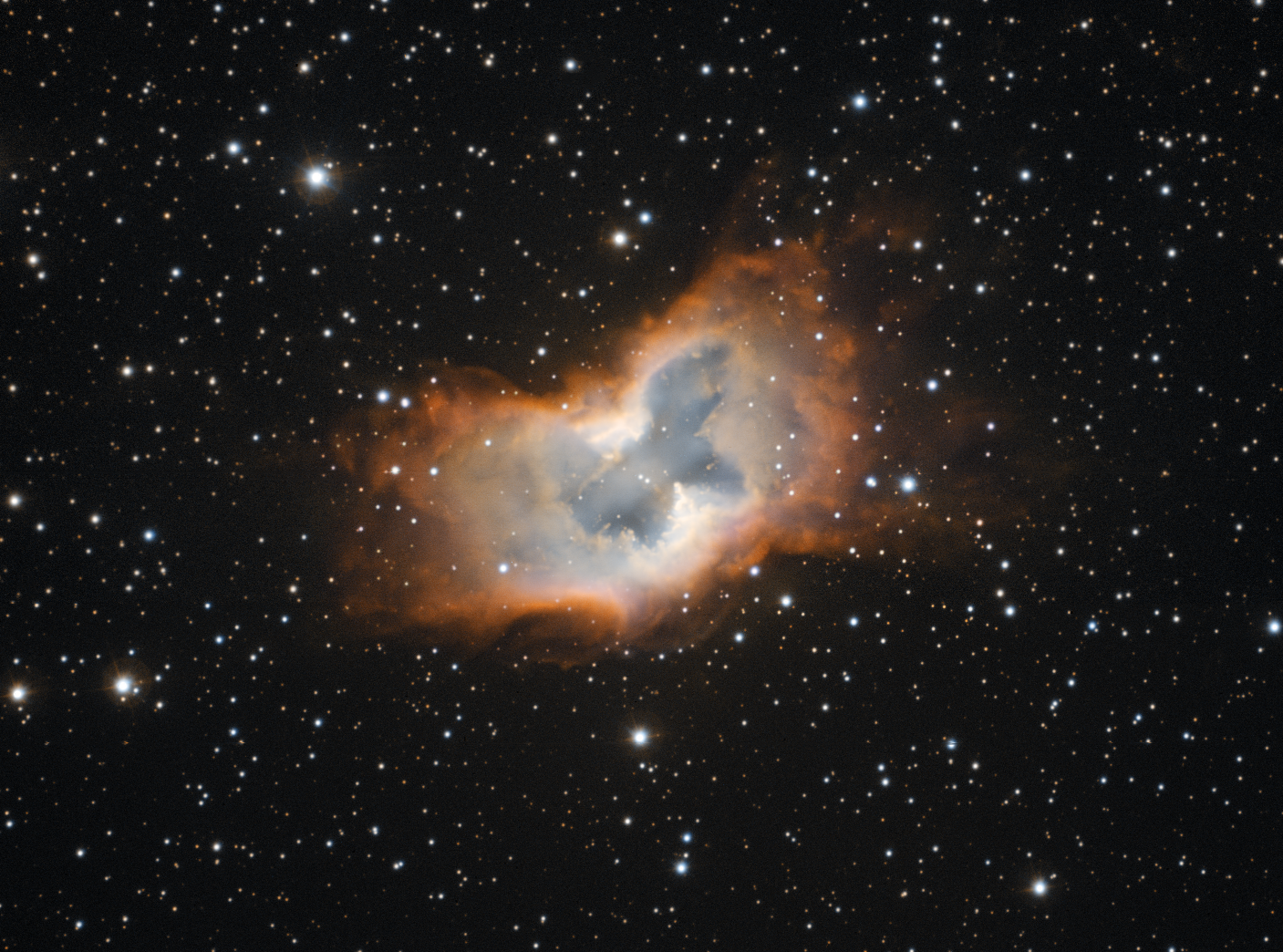
Aufnahme mittels Very Large Telescope